# ハプト藻
ハプト藻類は真核微細藻類の一群である。細胞表面に炭酸カルシウムの鱗片である円石を持つグループは円石藻として有名である。

## 概論
ハプト藻は細胞直径5〜50μm程度の植物プランクトンで、光合成を行う独立栄養生物である。多くは海洋に生息するが、一部の種は淡水や塩湖にも分布する。外洋域におけるバイオマスは大きく、海洋の一次生産者として重要である。北大西洋などの海域では、ハプト藻が大発生してブルームを形成する事もある。現生のハプト藻は90属300種とも言われるが、その分類は後述する生活環の問題を抱えており、正確な属数・種数は不明である。

## 歴史
ハプト藻に関する最古の記載はエーレンベルク（1836）によるものである。彼はバルト海周辺の石灰岩層から微細な円板状の構造物（円石＝coccolith）を発見した。しかし彼は、この構造物を生物由来ではなく、化学的、無機的要因によって生成したものと考えた。その後ハクスリー（1858）が同様の構造物を海底の堆積物の中から発見したが、やはり円石は非生物起源であると考えられた。
円石を初めて生物起源であるとしたのは ウォーリッチ（1860）と ソービー（1861）である。彼らは円石が多数結合して中空の球を形成したものを発見し、coccosphere と命名した。現在この語は、円石を持つ細胞全体を、原形質を含めて表す単語として用いられている。しかしながら彼は円石藻という微細藻の存在を提唱したのではなく、coccosphere を有孔虫の生活環の一部と考えるに留まった。1870年代に入ると再び エーレンベルク の円石非生物由来説が支持されるようになった。特に円石の幾何学的な形状から、炭酸カルシウムの凝結、結晶化によると考えられる事が多かった。
円石の持ち主を微細藻であると提唱したのは ワイヴィル・トムソン（1874）である。この時初めて円石は単細胞藻の外被であると考えられた。その後、coccosphere の中に色素体があるという報告や、Murray とBlackman（1898）による細胞分裂の描写が為されるに至り、単細胞藻としての円石藻－ハプト藻が認識される事となった。分類上のハプト藻は、体制と光合成色素の類似から、古くは不等毛植物門黄金色藻綱に含められていた経緯がある。ハプト植物門として独立したのは近年（1962）である。

## 細胞構造

### 葉緑体
ハプト藻の葉緑体は紅藻由来で、光合成色素としてクロロフィルa/c、その他補助色素として種々のカロテノイドを持つ。通常、細胞内に葉緑体は二つあり、四重膜に囲まれている。最外膜は核膜と連絡する。三重チラコイド及び埋没型のピレノイドを持つ。ヌクレオモルフやガードルラメラは存在しない。

### 細胞外被
ハプト藻は細胞の表面に有機質の鱗片や円石を持つ。珪酸質の鱗片を持つ種も報告されている。
有機鱗片
ハプト藻の多くは細胞膜の表面に有機鱗片を持つ。特に Chrysochromulina 属や Prymnesium 属では、針状やバスケット状等、複雑な形状のものが見られる。円石藻も、一部の種を除き円石の下に有機鱗片層を持つことが普通である。
円石（→ 円石藻）
円石は炭酸カルシウムの結晶で構成された鱗片である。円石藻はこの円石の形態によって種や属が区別可能であり、分類上の形態形質として有用である。円石は細胞内のゴルジ体、或いはそれに由来する器官で作られる場合と、細胞外で形成される場合とがある。結晶構造としては方解石型と霰石型の両方があり、いずれも偏光顕微鏡や電子顕微鏡による観察で同定する事ができる。円石の結晶成長は酸性多糖などに制御されると言われているが、未だ包括的な形成機構は分かっていない。

### ハプトネマ
ハプトネマ（ハプト鞭毛）は鞭毛に似た器官で、ハプト藻の細胞に1本だけ備わる。特にChrysochromulina 属で発達している。ハプトネマは細胞膜、及び周縁小胞体（peripheral ER）よりなる3重膜に囲まれ、中は単体の微小管（多くの場合6-9本）で構成される。鞭毛とは異なり微小管はペアを作らず、いわゆる9+2構造ではない。基部は鞭毛の基底小体と隣接し、鞭毛根と共に鞭毛装置を構成する。ハプトネマは鞭毛運動は行わないが屈曲が可能であり、瞬間的にハプトネマを巻き縮めるコイリングと呼ばれる現象や、基物に先端を付着させて滑走するグライディング、餌粒子の収集と食胞への運搬など、多彩な働きをもつ。

### その他の細胞小器官
- 核
- 鞭毛 : 2本。パブロバ亜綱では不等長、それ以外では亜等長〜等長である。
- ゴルジ体 : 有機鱗片や円石の形成場所。
- 食胞（Chrysochromulina 属の一部のみ）
- 眼点（パブロバ亜綱のみ）
- パラミロン（パブロバ亜綱のみ）

## 生活環と分類上の問題点
一部のハプト藻では、核相の違いによって異なった細胞形態を示すことが報告されている。特に円石藻においては、単相（n）の世代と複相（2n）の世代とで異なった円石を付ける例が頻繁にあり、既に別個に命名され記載された属や種が多い。これは、近年になってハプト藻の培養技術が発達し、その生活環が明らかになるにつれ浮上した問題である。原則として学名は一つの生物に対して一つしか認められない為、各世代が別の学名を持つ現状は憂慮すべき事態である。今後こうした命名の重複が明らかになるにつれ、属名あるいは種名の統廃合が進むと予想される。

## 分類と各目の特徴
Division Haptophyta ハプト植物門（Prymnesiophyta プリムネシウム植物門）
Class Haptophyceae ハプト藻綱（Prymnesiophyceae プリムネシウム藻綱）
Subclass Pavlovophycidae パブロバ亜綱
Order Pavlovales パブロバ目
- Diacronema、Exanthemachrysis、Pavlova、Rebecca

パブロバ亜綱は以下の点でプリムネシウム亜綱と異なる。
- 細胞分裂時に核膜が残存する
- 鞭毛が明瞭に不等長である
- 鞭毛に鱗片を持つ
- 眼点を持つ
- パラミロン様の顆粒を持つ

Subclass Prymnesiophycidae プリムネシウム亜綱
Order Phaeocystidales ファエオキスチス目
数少ない群体性のハプト藻。出現自体は頻繁で、東京湾にも見られる。射出装置の一種であるトリコシスト（毛胞、trichocyst）は、展開すると星型のパターンを示す。
- Phaeocystis

Order Prymnesiales プリムネシウム目
ハプトネマや鞭毛が発達し、それに伴い遊泳や捕食に長けたグループである。未整理の Chrysochromulina 属が巨大属で、系統的には Chrysochromulina sensu stricto と呼ばれる狭義の Chrysochromulina グループと、Prymnesium 属＋Chrysochromulina 属混成のグループとに大別される。有毒の赤潮構成種として注意すべき属を含む。
- Chrysochromulina、Platychrysis、Prymnesium

Order Isochrysidales イソクリシス目
円石藻3属を含む目。円石藻の代名詞とも言うべき Emiliania huxleyi は円石藻目ではなくこちらに含まれる。北大西洋を中心に大発生するE. huxleyi であるが、日本近海では Gephyrocapsa 属が優占する傾向にある。Reticulofenestra は唯一寄生性のハプト藻で、宿主は中心目の珪藻である。
- Isochrysis、Imantonia
- Emiliania、Gephyrocapsa、Reticulofenestra（円石藻）

Order Coccolithales 円石藻目
名前の通り、全て円石藻から成る目。現生種の記載も多いが、それを遥かに上回る数の化石種を含む。
- Calcidiscus、Coccolithus、Syracosphaera、Umbilicosphaera